# Мосіюк Олександр Миколайович
Мосію́к Олекса́ндр Микола́йович (20 квітня 1955, Луцьк, Волинська область, Українська РСР, СРСР) — український політик, заступник голови Київради, в. о. голови Київської міської ради народних депутатів та виконкому Київської міської ради народних депутатів в 1991–1992 роках.

## Біографія

### Освіта
Закінчив Луцький державний педагогічний інститут ім. Лесі Українки (1977, фізико-математичний факультет), аспірантуру Інституту фізики НАН України за спеціальністю теоретична і математична фізика. Кандидат фізико-математичних наук (1986, тема дисертації «Коливальні нестійкості в обмежених пучково-плазмових системах»).
Закінчив Київську вищу банківську школу Міжнародного центру ринкових відносин та підприємництва (1999, спеціальність — банківська справа).

### Професійна діяльність
У 1977–1978 роках — учитель фізики луцької СШ № 9.
У 1978–1980 роках — інженер, старший інженер науково-дослідної лабораторії кафедри фізики Луцького педінституту.
У 1980–1990 роках — аспірант, інженер, науковий співробітник Інституту фізики НАН України.
У 1990–1992 роках — заступник голови Київської міської ради народних депутатів, в. о. голови Київської міської ради та виконкому Київської міської ради.
У 1992–1999 роках — директор комерційних підприємств, керівник відділу лізингових операцій Міжнародного комерційного банку, директор ТОВ «Міжнародна інноваційна компанія».
У 2000 році — радник Прем'єр-міністра України Віктора Ющенка.
З 2000 року — голова Аналітичної ради Української народної партії.
З 2002 року — директор дослідницьких програм Інституту демократії ім. Пилипа Орлика.

### Політична діяльність
Один із засновників Руху (1989). На першому з'їзду Руху обраний заступником голови Ради представників Руху. Один з авторів першої програми та Статуту Руху. Обраний депутатом Київради по 123 виборчому округу (1990), заступником голови Київради. Очолював демократичний блок депутатів Київради.
У зв'язку з достроковим припиненням 3 вересня 1991 року Г. Д. Малишевським повноважень голови Київської міської ради обов'язки голови Київради та голови виконкому Київради тимчасово з 3 вересня 1991 року по 3 березня 1992 року виконував заступник голови ради Олександр Мосіюк. Ініціював та організував виконання рішень Київради: «Про передачу прав на здійснення малої приватизації районним радам міста Києва», «Про правовий захист мешканців масивів приватної забудови та припинення масового руйнування масивів приватної забудови в м. Києві», «Про українську національну символіку в м. Києві та підняття на щоглі перед будинком Київради синьо-жовтого прапора» (липень 1990, за 13 місяців до проголошення Акту «Про державну незалежність України») «Про перенесення комуністичного військового параду із вул. Хрещатик на Брест-Литовський проспект» (1990), «Про дозвіл на проведення акцій протесту молоді на майдані Жовтневої революції» (1990, перша наймасовіша акція протесту, яка закінчилась відставкою Уряду УРСР), «Про припинення діяльності КПУ на території м. Києва», «Про демонтаж пам'ятника Леніну та перейменування площі Жовтневої революції в майдан Незалежності».
З 2000 року — член Української народної партії. Член Правління УНП. Голова Аналітичної ради УНП (з 2000 року). Один з основних авторів програми партії, ухваленої за основу в 2001 році. Керівник робочої групи по розробці діючого Статуту УНП. Керівник виборчого штабу партії та керівник регіонального підрозділу виборчого штабу Блоку «Наша Україна» під час парламентських виборів 2002 року.
У 2003–2004 роках — керівник виборчого проекту «Центральна Україна».
2004 рік — довірена особа Віктора Ющенка у Херсонській області на президентських виборах.
На V з'їзді УНП обраний заступником голови УНП.

### Нагороди
- Орден «За заслуги» II ступеня (2017) — за значний особистий внесок у державне будівництво, соціально-економічний, науково-технічний, культурно-освітній розвиток Української держави, справу консолідації українського суспільства, багаторічну сумлінну працю[1].
- Орден «За заслуги» III ступеня (2009) — за визначний особистий внесок у відстоювання національної ідеї, становлення і розвиток Української незалежної держави та активну політичну і громадську діяльність[2].